# Saharat Sammayan
Saharat Sammayan (* 28. November 1989) ist ein ehemaliger thailändischer Sprinter, der sich auf den 400-Meter-Lauf spezialisiert.

## Sportliche Laufbahn
Erste internationale Erfahrungen sammelte Saharat Sammayan im Jahr 2008, als er bei den Juniorenasienmeisterschaften in Jakarta in 3:10,86 min die Goldmedaille mit der thailändischen 4-mal-400-Meter-Staffel gewann. 2010 startete er mit der Staffel bei den Asienspielen in Guangzhou und belegte dort in 3:12,18 min den siebten Platz und im Jahr darauf gewann er bei den Südostasienspielen in Palembang in 3:14,90 min die Silbermedaille hinter dem Team von den Philippinen. 2013 klassierte er sich bei den Asienmeisterschaften in Pune mit 3:14,08 min auf dem sechsten Platz und anschließend gewann er bei den Südostasienspielen in Naypyidaw in 3:09,81 min erneut die Silbermedaille hinter den Philippinen. 2014 verpasste er bei den Asienspielen in Incheon mit 3:11,73 min den Finaleinzug, siegte dann aber im Jahr darauf in 3:06,81 min mit der Staffel bei den Südostasienspielen in Singapur, ehe er bei der Sommer-Universiade in Gwangju mit 3:10,69 min den Finaleinzug verpasste. Daraufhin beendete er dann seine aktive sportliche Karriere im Alter von 25 Jahren.

## Persönliche Bestleistungen
- 400 Meter: 48,97 s, 21. August 2011 in Singapur